# Duběnka

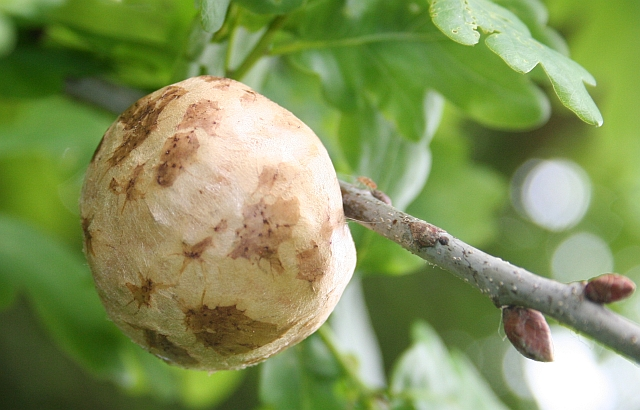
Duběnka

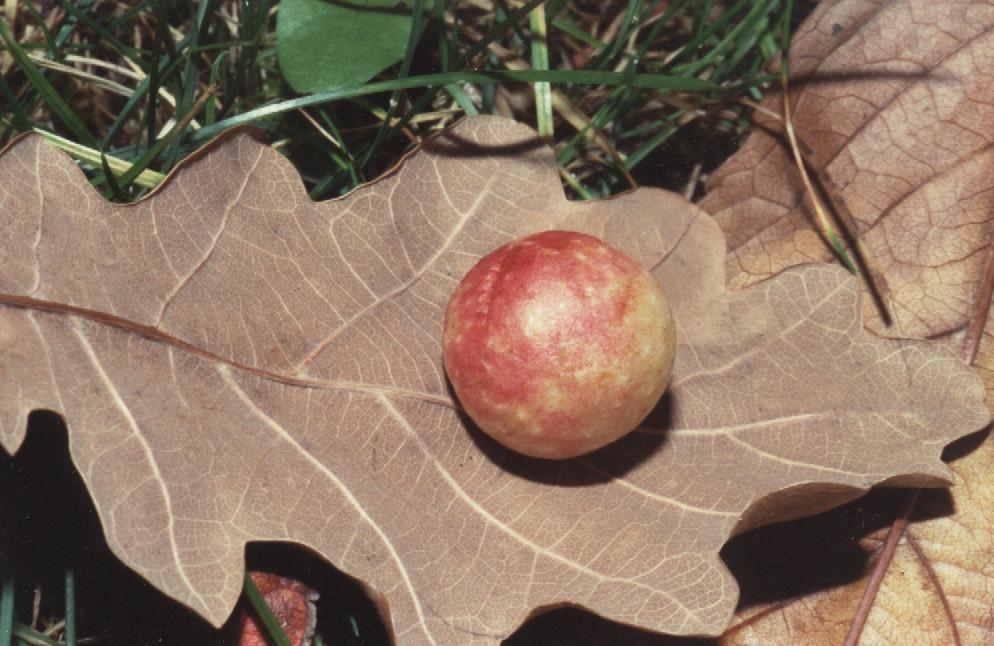

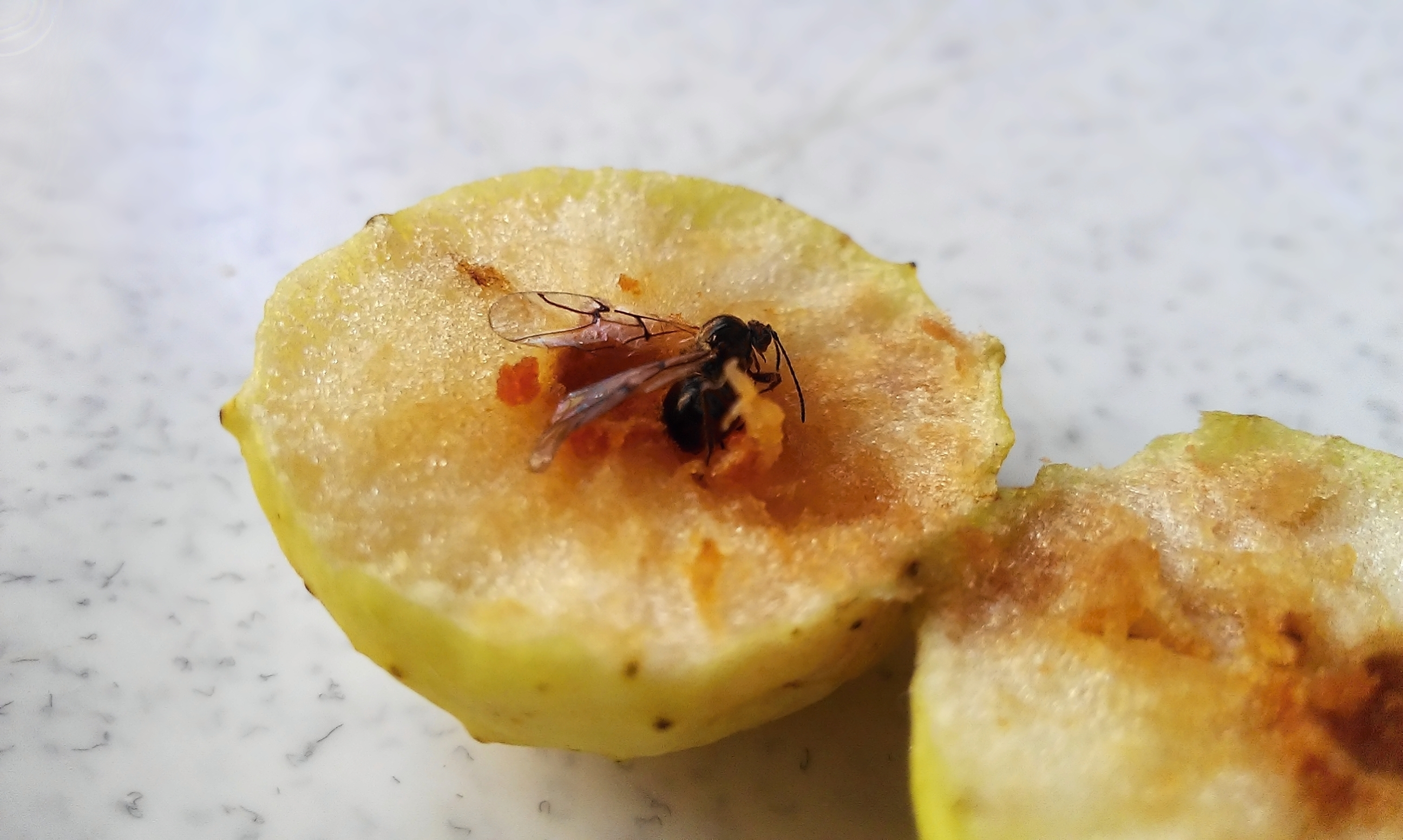
Rozříznutá duběnka s dospělým jedincem

Duběnka je druh hálky, kterou způsobuje blanokřídlý hmyz – žlabatka dubová. Duběnka má kulovitý tvar a mívá asi 2 cm v průměru.

## Vznik duběnek
Samičky žlabatek dubových nakladou v květnu a červnu vajíčka, ze kterých se později líhnou larvy. Vajíčka jsou umístěna do meristémů, nejčastěji na spodní straně listu dubu, lodyze, vzácněji na větvi nebo pupenu. Mechanismus vzniku hálky ještě není zcela objasněn, důležitou úlohu má chemické nebo mechanické působení, případně virová infekce. Larvy se obklopí rostlinným pletivem, ze kterého berou živiny, a které je chrání proti predátorům a působení prostředí. Rostlinná tkáň je zpočátku měkká, teprve později dřevnatí. Hálky opadávají spolu s listím, larvy se obvykle líhnou až po opadnutí. Dospělý jedinec unikne z hálky vykousáním kruhového otvoru, skrze který vyleze ven. Po nějaké době stará prázdná duběnka plesniví a rozkládá se.
Duběnky často červenají na straně, která je vystavena slunci.

## Pověry spojené s duběnkami
V Mattioliho herbáři se píše:
“Toto pak ještě obzvláště při těch dubových kulkách větších se nachází, že každého roku z nich o ourodě, o moru a o válce předpovídati můžeme: nebo když se rozrazí na dvé, ty, které celistvé jsou a od červův nezvrtané, měsíce ledna a února mivají vnitř v prostředku mouchu aneb pavouka aneb červa. Protož jestliže kterého roku moucha se najde, válku, pakli červ, neurodu, pakli pavouk, mor vyznamenává”
Dříve lidé duběnku považovali za symbol plodnosti a ochrany

## Využití
Duběnky jsou zdrojem taninu pro výrobu duběnkového inkoustu, který byl jedním z nejrozšířenějších psacích inkoustů od 12. do 19. století.